# 989
El 989 (CMLXXXIX) fou un any comú començat en dimarts del calendari julià.

## Esdeveniments
- Es funda la Universitat de Sankore a Timbuctú[cal citació]
- Apareix al firmament el cometa de Halley.[1]